# 전쟁 레퀴엠
《전쟁 레퀴엠》(영어: War Requiem)은 영국의 벤저민 브리튼이 작곡한 성악곡이다. 비가극성 영역에서 그의 걸작으로 간주된다.

## 배경
코번트리 예술 협회(Coventry Arts Committee)는 1958년 10월, 새로운 성 미카엘 대성당의 헌당식에서 연주할 곡의 작곡을 벤저민 브리튼에게 의뢰하였다. 1940년, 나치의 공습으로 500년의 역사를 가진 성 미카엘 대성당은 궤멸되었으나, 폭격 이튿날, 재건이 결정되었다. 건축가 베이즐 스펜스 경(Sir Basil Spence 1907-1976)이 투입되어 옛 성당의 잔해를 유지하면서 현대 교회에 결합시킨 것이다. 
브리튼은 친구 4명을 개인적으로 추모하는 곡으로 쓰기 시작하였다. 로저 버니는 프랑스의 잠수함에 승선 중 격침되었다. 피어스 던컬리는 노르망디 상륙 작전으로 부상을 입었지만 1959년 여름에 자살하였다. 데이비드 길은 오랜 지인으로 지중해의 전투에서 사망하였다.
마이클 할러데이는 학생이었지만, 종군 중 실종되었다. 친구들의 죽음은 그에게 깊은 슬픔을 가져왔고, 이 곡을 쓰는 계기가 되었다.

## 작곡
죽은 자들을 위한 라틴 미사의 가사와 제1차 세계 대전이 끝나기 바로 며칠 전에 전사한 윌프리드 오언의 시 아홉 편을 결합하였다. 세 명의 독창자가 전쟁 중 가장 고통을 겪은 세 나라인 영국, 독일, 러시아를 대표한다. 연주는 3개의 그룹으로 나뉜다. 전체 관현악단과 합창단은 소프라노 독주자와 함께 라틴 전례를 부른다. 테너와 바리톤은 실내 관현악단이 반주한다. 오르간이 반주한 소년 합창단은 합창단과 함께 원격으로 고풍의 분위기를 연출한다. 모든 연주자는 곡의 마지막에 함께 참여한다.

## 구상
제2차 세계 대전 직후로 거슬러 올라가 두 개의 심오한 세계 사건이 자극하였다. 히로시마에 원자 폭탄이 투하되고, 1948년에 뉴델리에서 평화를 위한 기도자를 인솔하던 중 총격을 받은 모한다스 간디의 요절이었다. 첫 번째는 20세기 전투의 격렬함을 요약한 것에서 중요하였다. 두 번째는 간디가 선언한 평화주의에 대한 평생의 헌신때문이다.

## 초연
1962년 5월 30일, 성 미카엘 대성당에서 작곡자는 보조 지휘자로서 멜로스 앙상블을, 메러디스 데이비스는 버밍엄시 교향악단을 담당하였다. 적대적인 국가들의 화해의 표시로, 영국 테너 피터 피어스, 독일 바리톤 디트리히 피셔디스카우와 러시아 소프라노 갈리나 비시넵스카야가 함께 무대에 오를 계획이었으나, 냉전이 만연한 가운데 비시넵스카야는 여행 허가를 받지 못하여 영국 소프라노 헤더 하퍼가 대신하였다.

## 악기 편성
성악
- 혼성 4부 합창, 어린이 합창, 소프라노 독창, 테너 독창, 바리톤 독창

관현악
- 플룻 3(제3 플룻은 피콜로 대체), 오보에 2, 잉글리시 호른, 클라리넷 3(제2 클라리넷은 E♭클라리넷과 베이스 클라리넷 대체), 바순 2, 콘트라바순 1, 호른 6, 트럼펫 4, 튜바 1, 피아노, 오르간(또는 하모늄), 팀파니 4, 타악기(스네어드럼 2, 테너드럼, 베이스드럼, 탬버린, 트라이앵글, 심벌즈, 캐스터네츠, 채찍, 목탁, 종, 비브라폰, 글로켄슈필, 크로탈레스, 톰톰, 현 5부(바이올린 제1, 제2, 비올라, 첼로, 콘트라베이스)

실내악
- 플룻(피콜로 대체), 오보에(잉글리시 호른 대체), 클라리넷, 바순, 호른, 타악기(팀파니 3, 스네어드럼, 베이스드럼, 종), 바이올린 (제1, 제2), 비올라, 첼로, 콘트라베이스, 하프

## 참고 문헌
- https://archive.today/20180630145139/https://www.philorch.org/sites/default/files/concert/pdfs/Britten's%20War%20Requiem.pdf
- https://archive.today/20180701024058/https://www.boosey.com/cr/music/Benjamin-Britten-War-Requiem/15495
- https://archive.today/20180701043446/https://www.dw.com/en/setting-the-pity-of-war-to-music-brittens-war-requiem/a-43279299